# 한지상
한지상(1982년 7월 25일 ~ )은 성균관대 연기예술학과 출신 대한민국의 뮤지컬 배우이다.

## 학력
- 경문고등학교
- 성균관대학교 연기예술학

## 출연 작품

### 영화
- 2015년 《쓰리 썸머 나잇》 ... 수사과장 역
- 2017년 《마차 타고 고래고래》 ... 민우 역
- 2018년 《메리 포핀스 리턴즈》 ... 노래

### 드라마
- 2014년 MBC 주말드라마 《장미빛 연인들》 ... 박강태 역
- 2016년 MBC 일일드라마 《워킹맘 육아대디》 ... 차일목 역
- 2018년 JTBC 월화드라마 《으라차차 와이키키》 ... 태현 역 (특별출연)
- 2019년 SBS 월화드라마 《해치》 ... 도지광 역
- 2019년 tvN 월화드라마 《유령을 잡아라!》 ... 구두남 역 (1회 특별출연)
- 2022년~2023년 ENA 수목드라마 《사장님을 잠금해제》 ... 최성준 역

### 예능
- 2020년 tvN 《더블 캐스팅》

### 뮤지컬
- 《그리스 》 - 동숭아트센터 동숭홀 (2005년 10월 1일 ~ 2006년 1월 1일) ... 로저 역
- 《알타보이즈 》 - 충무아트홀 대극장 (2006년 4월 11일 ~ 2006년 5월 21일) ... 마크 역
- 《레알타보이즈》 - 호암아트홀 (2006년 7월 15일 ~ 2006년 8월 27일) ... 마크 역
- 《레스위니토드》 - LG아트센터 (2007년 9월 15일 ~ 2007년 10월 18일) ... 토비아스 역
- 《알타보이즈 》 - 대학로 문화공간 필링1관 (2007년 12월 15일 ~ 2008년 3월 2일) ... 마크 역
- 《밴디트》 - 아트센터K네모극장 (2008년 1월 9일 ~ 2008년 3월 9일) ... 나레이터 & 아이돌스타 역
- 《대장금》 - 경희궁 숭정전 (2008년 9월 5일 ~ 2008년 10월 12일) ... 중종 역
- 《돈주앙》 - 성남아트센터 오페라하우스 (2009년 2월 6일 ~ 2009년 3월 8일) ... 라파엘 역
- 《대장금 시즌2》 - 경희궁 숭정전 (2009년 5월 1일 ~ 2009년 5월 24일) ... 중종 역
- 《돈주앙》 - 충무아트홀 대극장 (2009년 7월 9일 ~ 2009년 8월 22일) ... 라파엘 역
- 《어쎄신》 - 더 스테이지 (2009년 9월 26일 ~ 2009년 11월 8일) ... 세뮤얼 비크 역
- 《넥스트 투 노멀》 - 두산아트센터 연강홀 (2011년 11월 18일 ~ 2012년 2월 12일) ... 게이브 역
- 《넥스트 투 노멀 - 안산》 - 안산문화예술의전당 해돋이극장 (2012년 2월 18일 ~ 2012년 2월 19일) ... 게이브 역
- 《넥스트 투 노멀 - 창원》 - 3.15아트센터 대극장 (2012년 2월 24일 ~ 2012년 2월 25일) ... 게이브 역
- 《서편제》 - 유니버설아트센터 (2012년 3월 2일 2012년 4월 22일) ... 동호 역
- 《넥스트 투 노멀 - 대구》 - 대구 오페라하우스 (2012년 5월 5일 ~ 2012년 5월 6일) ... 게이브 역
- 《넥스트 투 노멀 - 대전》 - 대전 문화예술의전당 아트홀 (2012년 5월 11일 ~ 2012년 5월 12일) ... 게이브 역
- 《넥스트 투 노멀 - 순천》 - 순천 문화예술회관 대극장 (2012년 6월 22일 ~ 2012년 6월 23일) ... 게이브 역
- 《환상의 커플》 - 대학로 문화공간 필링 1관 (2012년 7월 19일 ~ 2012년 8월 26일) ... 장철수 역
- 《완득이》 - 홍익대 대학로 아트센터 대극장 (2012년 12월 14일 ~ 2013년 3월 23일) ... 완득이 역
- 《넥스트 투 노멀》 - 두산아트센터 연강홀 (2013년 4월 6일 ~ 2013년 5월 5일) ... 게이브 역
- 《지저스 크라이스트 수퍼스타》 - 샤롯데씨어터 (2013년 4월 26일 ~ 2013년 6월 9일) ... 유다 역
- 《스칼렛 핌퍼넬》 - LG아트센터 (2013년 7월 2일 ~ 2013년 9월 8일) ... 퍼시/스칼렛 핌퍼넬 역
- 《2013 서울뮤지컬페스티벌 폐막갈라쇼》 - 충무아트홀 대극장 (2013년 8월 12일) ... 게이브 역
- 《보니앤클라이드》 - 충무아트홀 대극장 (2013년 9월 4일 ~ 2013년 10월 27일) ... 클라이드 역
- 《뮤직 오브 더 나잇》 - 경희대학교 평화의 전당 (2013년 10월 3일)
- 《마더 발라드》 - 롯데카드아트센터 (2013년 11월 5일 ~ 2014년 1월 26일) ... 탐 역
- 《뮤지컬토크콘서트 Who Am I 8》 - 올림푸스홀 (2013년 11월 21일)
- 《마더 발라드 콘서트》 - 롯데카드아트센터 (2013년 12월 15일) ... 탐 역
- 《레드》 - 예술의 전당 자유소극장 (2013년 12월 21일 ~ 2014년 1월 26일) ... 켄 역
- 《온스테이지》 - 대학로 문화공간 필링 1관 (2014년 2월 19일 ~ 2014년 2월 23일)
- 《마더 발라드 콘서트》 - 롯데카드아트센터 (2014년 2월 28일 ~ 2014년 3월 1일)
- 《프랑켄슈타인》 - 충무아트홀 대극장(2014년 3월 11일 ~ 2014년 5월 18일) ... 앙리 뒤프레 역
- 《인순이, 한지상 뮤지컬 콘서트 - 대구》 - 대구 오페라하우스 (2014년 4월 24일)
- 《머더 발라드》 - DCF대명문화공장 1관 비발디파크 (2014년 5월 3일 ~ 2014년 6월 29일) ... 탐 역
- 《두 도시 이야기》 - 국립극장 해오름극장(2014년 6월 27일 ~ 2014년 8월 3일) ... 시드니 칼튼 역
- 《더 데빌》 - 두산아트센터 연강홀 (2014년 8월 22일 ~ 2014년 11월 2일) ... X 역
- 《지저스 크라이스트 수퍼스타》 - 샤롯데씨어터 (2015년 6월 7일 ~ 2015년 9월 13일) ... 유다 역
- 《고래고래》 - 광림아트센터 BBCH홀 (2015년 9월 11일 ~ 2015년 11월 15일) ... 민우 역
- 《지저스 크라이스트 수퍼스타》 - 이천아트홀 대공연장 (2015년 9월 18일 ~ 2015년 9월 20일) ... 유다 역
- 《프랑켄슈타인》 - 충무아트홀 대극장(2015년 11월 26일 ~ 2016년 3월 20일) ... 앙리 뒤프레 역
- 《데스노트》 - 예술의 전당 오페라하우스 오페라 극장 (2017년 1월 3일 ~ 2017년 1월 26일) ... 라이토 역
- 《나폴레옹》 - 샤롯데시어터 (2017년 7월 13일 ~ 2017년 10월 22일) ... 나폴레옹 역
- 《모래시계》 - 충무아프센터 대극장 (2017년 12월 05일 ~ 2018년 2월 11일) ... 태수 역

### 연극
- 《아마데우스》 - 광림아트센터 BBCH홀 (2018년 2월 27일 ~ 2018년 4월 29일) ... 안토니오 살리에리 역

### 공연
- 《뮤지컬토크콘서트 Who Am I 8 I 》 - 올림푸스홀 (2013년 11월 21일) ... 한지상
- 《인순이, 한지상 뮤지컬 콘서트 - 대구 》 - 대구오페라하우스 (2005년 10월 1일 ~ 2014년 4월 24일) ... 출연 : 인순이, 한지상, 더 뮤즈
- 《삼성카드 스테이지 2 》 - 블루스퀘어 삼성카드홀(2014년 9월 26일) ... 한지상
- 《신사들의 품격》 - 경희대학교 평화의전당(2016년 10월 8일) ... 한지상, 윤형렬, 휘성, 이창민
- 《I'mstargram》 - 광림아트센터 BBCH홀(2017년 4월 1일) ... 더프로액터스
- 《춤 속의 한국무용 화사》 - 예술의 전당 CJ 토월극장(2019년 6월 15일) ... 들숨무용단, 한지상(특별출연)

## 수상 및 후보
| 수상연도 | 시상식                     | 부문                               | 작품                                      | 결과 |
| -------- | -------------------------- | ---------------------------------- | ----------------------------------------- | ---- |
| 2013     | 제2회 서울 뮤지컬 페스티벌 | 예그린 어워드 스태프가 뽑은 배우상 |                                           | 수상 |
| 2019     | 제3회 한국 뮤지컬 어워즈   | 남우 조연상                        | 젠틀맨스 가이드 - 다이스퀴스 (1인 9역) 역 | 수상 |
| 2019     | 2018 아시아 컬쳐 어워잘    | 남자 주연상                        | 젠틀맨스 가이드 - 다이스퀴스 (1인 9역) 역 | 수상 |